# Alfreton Town FC
Alfreton Town FC är en engelsk fotbollsklubb i Alfreton, grundad 1959. Hemmamatcherna spelas på The Impact Arena. Smeknamnet är The Reds.

## Historia
Klubben grundades 1959 genom en sammanslagning av Alfreton Miners Welfare och Alfreton United. Namnet Alfreton Town hade även använts av en annan klubb på 1920-talet. De första två säsongerna tillbringades i Central Alliance, innan man bytte till Midland Football League 1961. Denna liga vann klubben 1969/70, 1973/74 och 1976/77. Man tog sig förbi kvalomgångarna i FA-cupen för första gången 1969/70, men åkte ut i första omgången.
1982 slogs Midland Football League ihop med Yorkshire Football League och bildade Northern Counties East Football League. Alfreton Town vann ligans Premier Division 1986/87 och flyttades upp till Northern Premier Leagues nystartade Division One. Tack vare en andraplats i divisionen 1995/96 blev klubben uppflyttad till Premier Division, men efter två säsonger åkte man ned till Division One igen. Säsongen därefter åkte man ned för andra året i rad, till Northern Counties East Football League Premier Division. Säsongen 1999/00 deltog Alfreton Town för första gången i FA Vase och gick till åttondelsfinal, där man förlorade mot Mossley med 0–1 efter förlängning. Säsongen efter, 2000/01, blev klubben den första någonsin under The Football League som belönades med Fifa Fair Play acknowledgement.
Säsongen 2001/02 vann Alfreton Town Northern Counties East Football League Premier Division och flyttades upp till Northern Premier League Division One, som man genast vann. Man var då tillbaka i Northern Premier League Premier Division. Efter en fjärdeplats där första säsongen 2003/04 fick klubben plats i den nybildade divisionen Conference North. Man fick chansen att kvala till Conference Premier efter 2008/09 års säsong, men åkte ut i första omgången mot Telford United. Samma säsong tog man sig för första gången till andra omgången i FA-cupen. Året efter gick man till kvalfinal, där man dock föll mot Fleetwood Town med 1–2. Säsongen efter det, 2010/11, slapp man dock kvala utan gick automatiskt upp efter att ha vunnit Conference North. Klubben var nu bara ett steg under The Football League.
Alfreton Town spelade på denna nivå i fyra säsonger och nådde som bäst en elfteplats säsongen 2013/14, detta trots tre poängs avdrag. Därefter åkte man ned till National League North, som Conference North bytt namn till.

## Meriter

### Liga
- National League eller motsvarande (nivå 5): Elva 2013/14 (högsta ligaplacering)
- National League North (nivå 6): Mästare 2010/11
- Northern Premier League Division One: Mästare 2002/03
- Northern Counties East Football League Premier Division: Mästare 1986/87, 2001/02
- Midland Football League: Mästare 1969/70, 1973/74, 1976/77

### Cup
- FA-cupen: Andra omgången 2008/09, 2012/13
- Northern Counties East Football League Cup: Mästare 1984/85, 2001/02
- Northern Counties East Football League President's Cup: Mästare 2001/02
- Midland Football League Cup: Mästare 1971/72, 1972/73, 1973/74
- Derbyshire Senior Cup: Mästare 1960/61, 1969/70, 1972/73, 1973/74, 1981/82, 1994/95, 2001/02, 2002/03, 2015/16
- Derbyshire Beneficiaries Cup: Mästare 2004/05
- Derbyshire Centenary Cup: Mästare 2003/04
- Evans Halshaw Floodlit Cup: Mästare 1987/88, 1995/96
- Ladbrokes Gala Cup: Mästare 1976/77

## Säsonger
| Säsong | Division | Placering | Anmärkning |
| Alfreton Miners Welfare & Alfreton United gick ihop och bildade Alfreton Town som gick med i Central Alliance                                                 | Alfreton Miners Welfare & Alfreton United gick ihop och bildade Alfreton Town som gick med i Central Alliance | Alfreton Miners Welfare & Alfreton United gick ihop och bildade Alfreton Town som gick med i Central Alliance | Alfreton Miners Welfare & Alfreton United gick ihop och bildade Alfreton Town som gick med i Central Alliance |
| --- | --- | --- | --- |
| 1959/60 | Central Alliance Division One North                                                                           | 4 | |
| 1960/61 | Central Alliance Division One North                                                                           | 10 | Vann Derbyshire Senior Cup                                                                                    |
| Klubben gick med i Midland Football League | | | |
| 1961/62 | Midland Football League                                                                                       | 18 | |
| 1962/63 | Midland Football League                                                                                       | 5 | |
| 1963/64 | Midland Football League                                                                                       | 4 | |
| 1964/65 | Midland Football League                                                                                       | 7 | |
| 1965/66 | Midland Football League                                                                                       | 10 | |
| 1966/67 | Midland Football League                                                                                       | 8 | |
| 1967/68 | Midland Football League                                                                                       | 10 | |
| 1968/69 | Midland Football League                                                                                       | 7 | |
| 1969/70 | Midland Football League                                                                                       | 1 | Divisionsmästare; vann Derbyshire Senior Cup                                                                  |
| 1970/71 | Midland Football League                                                                                       | 5 | |
| 1971/72 | Midland Football League                                                                                       | 2 | |
| 1972/73 | Midland Football League                                                                                       | 4 | Vann Derbyshire Senior Cup                                                                                    |
| 1973/74 | Midland Football League                                                                                       | 1 | Divisionsmästare; vann Derbyshire Senior Cup                                                                  |
| 1974/75 | Midland Football League                                                                                       | 3 | |
| Midland Football League expanderade och klubben placerades i Premier Division                                                                                 | | | |
| 1975/76 | Midland Football League Premier Division                                                                      | 4 | |
| 1976/77 | Midland Football League Premier Division                                                                      | 1 | Divisionsmästare                                                                                              |
| 1977/78 | Midland Football League Premier Division                                                                      | 4 | |
| 1978/79 | Midland Football League Premier Division                                                                      | 17 | |
| 1979/80 | Midland Football League Premier Division                                                                      | 10 | |
| 1980/81 | Midland Football League Premier Division                                                                      | 2 | |
| 1981/82 | Midland Football League Premier Division                                                                      | 2 | Vann Derbyshire Senior Cup                                                                                    |
| Midland Football League slogs ihop med Yorkshire Football League och bildade Northern Counties East Football League och klubben placerades i Premier Division | | | |
| 1982/83 | Northern Counties East Football League Premier Division                                                       | 13 | |
| 1983/84 | Northern Counties East Football League Premier Division                                                       | 4 | |
| 1984/85 | Northern Counties East Football League Premier Division                                                       | 4 | |
| 1985/86 | Northern Counties East Football League Premier Division                                                       | 6 | |
| 1986/87 | Northern Counties East Football League Premier Division                                                       | 1 | Divisionsmästare                                                                                              |
| 1987/88 | Northern Premier League Division One                                                                          | 11 | |
| 1988/89 | Northern Premier League Division One                                                                          | 20 | |
| 1989/90 | Northern Premier League Division One                                                                          | 18 | |
| 1990/91 | Northern Premier League Division One                                                                          | 22 | |
| 1991/92 | Northern Premier League Division One                                                                          | 20 | |
| 1992/93 | Northern Premier League Division One                                                                          | 9 | |
| 1993/94 | Northern Premier League Division One                                                                          | 6 | |
| 1994/95 | Northern Premier League Division One                                                                          | 4 | Vann Derbyshire Senior Cup                                                                                    |
| 1995/96 | Northern Premier League Division One                                                                          | 2 | Uppflyttad som tvåa                                                                                           |
| 1996/97 | Northern Premier League Premier Division                                                                      | 21 | |
| 1997/98 | Northern Premier League Premier Division                                                                      | 22 | Nedflyttad |
| 1998/99 | Northern Premier League Division One                                                                          | 22 | Nedflyttad |
| 1999/00 | Northern Counties East Football League Premier Division                                                       | 5 | |
| 2000/01 | Northern Counties East Football League Premier Division                                                       | 3 | |
| 2001/02 | Northern Counties East Football League Premier Division                                                       | 1 | Divisionsmästare; vann Derbyshire Senior Cup                                                                  |
| 2002/03 | Northern Premier League Division One                                                                          | 1 | Divisionsmästare; vann Derbyshire Senior Cup                                                                  |
| 2003/04 | Northern Premier League Premier Division                                                                      | 4 | |
| Klubben placerades i Conference North när den bildades | | | |
| 2004/05 | Conference North                                                                                              | 14 | |
| 2005/06 | Conference North                                                                                              | 17 | |
| 2006/07 | Conference North                                                                                              | 14 | |
| 2007/08 | Conference North                                                                                              | 16 | |
| 2008/09 | Conference North                                                                                              | 3 | Förlorade i kval upp                                                                                          |
| 2009/10 | Conference North                                                                                              | 3 | Förlorade i kval upp                                                                                          |
| 2010/11 | Conference North                                                                                              | 1 | Divisionsmästare                                                                                              |
| 2011/12 | Conference Premier                                                                                            | 15 | |
| 2012/13 | Conference Premier                                                                                            | 13 | |
| 2013/14 | Conference Premier                                                                                            | 11 | Klubbens högsta ligaplacering                                                                                 |
| 2014/15 | Conference Premier                                                                                            | 21 | Nedflyttad |
| Football Conference bytte namn till National League | | | |
| 2015/16 | National League North                                                                                         | 10 | Vann Derbyshire Senior Cup                                                                                    |
| 2016/17 | National League North                                                                                         | 18 | |